# Наволок (Няндомский район)
Наволок — деревня в Няндомском районе Архангельской области.

## География
Находится в юго-западной части Архангельской области на расстоянии приблизительно 41 км на северо-восток по прямой от административного центра района города Няндома на берегах реки Лим.

## История
В 1873 году здесь было учтено 17 дворов, в 1905 — 31. Тогда деревня входила в Каргопольский уезд Олонецкой губернии. До 2022 года входила в Мошинское сельское поселение до его упразднения.

## Население
Численность населения: 122 человека (1873 год), 161 (1905), 112 (русские 99 %) в 2002 году, 79 в 2010.